# Талышская народная партия
Талышская народная партия тал. Толышә Хәлғи Партијә, азерб. Talış Xalq Partiyası, англ. The Talysh People's Party — политическая партия талышского народа, основанная в 1991 году в Азербайджане.

## Создание
Талышская народная партия (ТНП) была создана на основе Партии талышского национального возрождения, созданной в 1989 году. Цель Партии талышского национального возрождения заключалась в защите прав талышей как национальности и, в долгосрочной перспективе, в борьбе за создание конституционно признанной Талышской автономной республики. Историческим оправданием такого требования было существование Талышского ханства со столицей в Ленкорани с 1736 года до его присоединения к Российской империи после войны с Персией.
Осенью 1991 года Партия талышского национального возрождения была реорганизована в Талышскую народную партию, а в июле 1992 года состоялся её учредительный съезд. Выступивший на съезде Гилал Мамедов, ученый из Академии наук Азербайджана, был избран председателем партии. Лидеры партии подчёркивали, что они поддерживают территориальную целостность Азербайджана и рассматривают будущее развитие талышского народа только в контексте азербайджанского государства.
Поскольку азербайджанские официальные органы отказывались регистрировать партию под именем Талышская народная партия, она была переименована в Партию равенства народов Азербайджана. Её главной опорой была интеллигентско-студенческая среда. Эта партия к середине 1993 года насчитывала 5 тысяч членов. Второй (внеочередной) съезд состоялся 28 марта 1993 г. в Ленкорани.

## Взгляды и цели партии[3]
- Выступление за равные политические, экономические, социальные и культурные права и свободы всех народов, проживающих в республике — тюрков, талышей, лезгин, курдов, татар, русских, без предвзятости по отношению к кому-либо из них;
- Обязанность защищать интересы всех народов и территориальную целостность республики, способствовать дальнейшему укреплению дружбы и дружественных отношений и с этой целью устранять причины, которые могут привести к противостоянию между народами в республике;
- Поддержка идей: 1) азербайджанства (патриотизма), 2) этнического равенства; 3) демократии. Ведение бескомпромиссной борьбы против двойных стандартов для различных этнических групп, против этнической исключительности, этнического превосходства и обострения межнациональной вражды;
- Основные задачи партии включают возрождение процесса создания чувства национальной идентичности; политический, экономический, социальный и культурный прогресс народов республики; и сохранение, изучение и развитие своих традиций, фольклора, истории и родного языка;
- Талышская народная партия — партия парламентского типа. Её деятельность осуществляется на основе международного права, принципа самоопределения народов, действующего республиканского законодательства и собственных правил и программы. Он борется демократическими парламентскими средствами за политическую власть и за равноправное участие всех народов республики в законодательном органе Азербайджана.
- В своей деятельности партия руководствуется Конституцией Азербайджанской Республики и Всеобщей декларацией прав человека ООН;

## Запрет партии
В июне 1993 года на территории семи районов на юге страны (Астаринский, Ленкоранский, Лерикский, Ярдымлинский, Масаллинский, Джалильабадский, Билясуварский районы) была образована Талыш-Муганская Автономная Республика (ТМАР) возглавляемая Альакрамом Гумматовым. 24 августа 1993 года руководство Азербайджана перебросило в талышские районы дополнительные войска, лидеры ТМАР были взяты под стражу, а Талышская народная партия (Партия равенства народов Азербайджана) была распущена. Хотя очевидной связи между восстанием и Талышской народной партией не было, в октябре 1993 года она была объявлена вне закона.
В Ленкорани начались митинги в поддержку Гумматова и его сторонников, проводились пикеты с требованием: освободить Гумматова, талышского поэта Али Насира и всех арестованных в связи с тогдашними событиями; прекратить преследование Талышской народной партии, которая насчитывала на тот момент уже пять тысяч членов, местное население также требовало приостановить военную мобилизацию в талышских районах.
Продолжением идей партии стало создание Талышского национального движения (ТНД) в Нидерландах, где часть талышского руководства ТМАР живет в эмиграции. В частности, ТНД выступает за создание талышской провинции с региональным управлением в пределах границ Азербайджана. Требует децентрализации власти, чтобы способствовать более справедливому представительству групп меньшинств, а также гарантировать культурные и языковые свободы.